# Venceslau al IV-lea al Boemiei

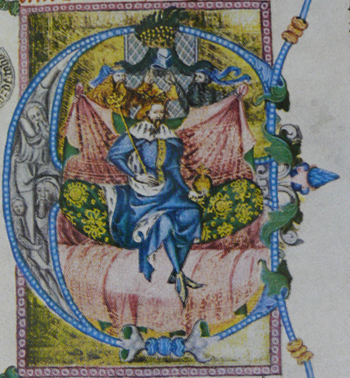
Regele Venceslau (detaliu din Biblia lui Venceslau, c.1398/1395)

Venceslau de Luxemburg, supranumit cel Leneș (în cehă Václav; n. 26 februarie 1361, Nürnberg, Ducatul de Bavaria – d. 16 august 1419, Nový hrad u Kunratic⁠(d), Țările Coroanei Boeme, Sfântul Imperiu Roman), aparținând Casei de Luxemburg, a fost rege al Boemiei sub numele de Venceslau al IV-lea din 1363 până sfârșitul vieții, rege romano-german din 1376 până la detronarea sa în 1400 și margraf de Brandenburg din 1373 până în 1378.

## Biografie

### Alegerea ca rege romano-german și primii ani de domnie
Venceslau a fost fiul cel mare al împăratului romano-german Carol al IV-lea și a celei de-a treia soții a sa, Ana de Schweidnitz (1339–1362). El a moștenit tronul tatălui său încă din copilărie. Carol i-a făcut sigilii și l-a învățat încă de mic să se comporte ca un adevărat conducător. Ernest de Pardubitz și Johann Očko de Wlašim, au fost cei care s-au ocupat de educația și formarea lui ca viitor rege. Deși avea o educație solidă Venceslau a fost întotdeauna o persoană dependentă și indecisă care nu avea aptitudinile necesare unui conducător. Venceslau, un om labil, fără forță și rezistență, era totuși sociabil și jovial. Nesigur pe el însuși și oscilant, prefera liniștea și plăcerile, vânătoarea și petrecerile.
Venceslau a fost încoronat rege al Boemiei încă din 1363, la vârsta de doi ani. Din august 1373 până în 1378 a fost și margraf de Brandenburg. Scopul Casei de Luxemburg era să aibă în propria putere votul celor două principate electorale, Boemia și Brandenburg, la momentul alegerii unui rege. Venceslau a primit titlul Rex Romanorum pe 10 iunie 1376 la Frankfurt pe Main în timp ce tatăl său era încă în viață și a fost încoronat de Arhiepiscopul de Köln, Frederic al III-lea de Saarwerden pe 21 iulie 1376 în Aachen. După moartea tatălui său în 1378, Venceslau i-a succedat ca rege al Sfântului Imperiu Roman. În același an, margrafiatul Brandenburg a fost dat fratelui mai mic al lui Venceslau, Sigismund de Luxemburg.
Încă din 1380 ducele Ștefan de Bavaria a purtat negocieri din ordinul lui Venceslau cu papa în vederea încoronării ca împărat, însă Venceslau nu a călătorit niciodată la Roma. În disputele cu biserica (Schisma apuseană) Venceslau, ca și tatăl său, l-a recunoscut pe papa Urban al VI-lea ca pontif legitim, dar în ce privește ligile orașele imperiale nu a avut noroc. S-au iscat un conflict cu Liga orașelor germane sudice atunci când el a vrut să înlocuiască executorii (în germană Vogt) din Suabia numiți de familia de Wittelsbach cu membri ai familiei de Habsburg. Venceslau nu a acordat aproape nici o atenție problemelor imperiale. El a venit la Nürnberg abia în 1383, însă Liga Orașelor nu a vrut să recunoască pacea teritorială decretată (în germană Landfrieden), care pentru prima dată prevedea și împărțirea imperiului în districte, deoarece acest lucru ar fi însemnat dizolvarea ligilor orașelor. Odată cu Tratatul de pace teritorială de la Eger, el s-a alăturat principilor, însă era împotriva ligilor orașelor. Ceea ce lui Venceslau i-a reușit într-o oarecare măsură în Boemia (menținerea ordinii interne), a eșuat în teritoriile germane. Comportamentul lui Venceslau a devenit din ce în ce mai despotic. Consilierii săi incompetenți au contribuit, de asemenea, la creșterea nemulțumirii generale. După ce Venceslau s-a înconjurat de consilieri din nobilimea inferioară și din burghezie, în Boemia nobilimea deja sătulă de incompetența și de brutalitatea lui, s-a revoltat.

### Luptele pentru putere în familie
În cele din urmă au izbucnit lupte pentru putere între membrii familiei de Luxemburg, alimentate de vărul lui Venceslau, Jobst de Moravia. Pe data de 8 mai 1394 Venceslau a fost capturat de reprezentanții nobilimii și închis la Praga, iar Jobst a preluat administrația regatului. În același timp, fratele său mai tânăr, Ioan de Görlitz, a încercat fără succes să-l elibereze. Venceslau a fost mutat apoi la castelul Wildberg (lângă Linz) în Austria Superioară. Negocierile purtate pentru eliberare sa au avut succes, dar lui Venceslau i-au fost impuse condiții dure, pe care ulterior el nu le-a respectat. După eliberare el se obligase să nu pedepsească rebelii care luaseră parte la revoltă, între care se numărau Caspar I și Gundaker al VII-lea de Starhemberg, Henric al III-lea de Rosenberg.
În 1394 Jobst de Moravia a invitat la Praga membri de frunte ai nobilimii boeme. Ca rezultat al discuțiilor pe 5 mai 1394 aceștia au publicat o declarație comună împotriva regelui Vencesalu.
În aprilie un grup de nobili din Boemia au atacat Cetatea Toužim și l-au arestat pe preotul Georg pe care l-au închis în cetatea Riesenburg. Regele a reacționat furios la acest afront și a ordonat lui Otto de Berg, să adune o armată pentru a-i pedepsi pe rebeli. Otto a  respectat ordinul însă nu s-a îndreptat împotriva rebelilor, ci împotriva regelui însuși. Pe drumul de întoarcere de la Cetatea Žebrák, Venceslau a fost capturat și apoi închis în Turnul Alb al Cetății din Praga.
El a fost obligat să-l numească pe vărul său, margraful Jobst de Moravia, căpitan al oștilor Regatului Boemiei. I s-au alăturat apoi și alți aristocrați boemi. De partea lui Venceslau a fost Ioan de Görlitz, care a adunat o armată la Kuttenberg. Rebelii s-au retras împreună cu regele în Boemia de Sud. Un război dramatic a izbucnit între cele două tabere. Ioan a dat ordin ca fermele și pământurile lui Rosenberg să fie jefuite și să fie ocupat Budweis. Pe 30 iunie 1394 s-a încheiat pacea, iar Venceslau, care fusese închis în cetatea Wildberg, a fost eliberat.
Pacea nu a durat, iar la sfârșitul anului 1394 suveranii s-au întâlnit din nou, de data aceasta la Alttabor. Margraful Jobst a primit sprijinul margrafului de Meissen, Wilhelm, și Ioan de Görlitz, care era dezamăgit de negocierile purtate cu fratele său. Conform cererilor exprimate de nobili, aceștia trebuiau să primească toate funcțiile importante și astfel să controleze și să administreze țara. Nici acest acord de pace nu a durat mult. Venceslau l-a închis pe margraful Jobst de Moravia.
În 1395 Jobst a fost eliberat și i s-a permis să negocieze, dar pe cheltuiala fratelui regelui, Ioan de Görlitz. În 1396 Venceslau a încercat din nou să controleze situația și a cerut ajutor fratelui său, Sigismund de Luxemburg. Prin medierea acestuia, pe 2 aprilie 1396 s-a încheiat o altă pace, din nou în favoarea nobililor Boemiei.
În 1397 situația s-a înrăutățit din nou deoarece regele, în afară de membrii înaltei nobilimi, a numit din nou în posturi importante favoriți ai săi din nobilimea inferioară. Opoziția nou formată se afla sub conducerea lui Procop al Moraviei, care și-a declarat scopul de a elimina favoriții regelui folosind forța, dacă era necesar. Negocierile au avut loc pe 11 iunie 1397 la Castelul Karlstein. Ducele Hanusch a reprezentat interesele regelui absent. În timpul negocierilor, rebelii au blocat ieșirile din sala în care se purtau discuțiile și au chemat acolo patru dintre consilierii loiali regelui. Imediat după aceea, Hanusch l-a acuzat pe Burchard Strnada z Janovic de trădare, a scos sabia și l-a ucis. Apoi au fost uciși și ceilalți consilieri rămași. Atacatorii au mers la curtea regală și i-au mărturisit regelui fapta lor. Venceslau a primit apatic vestea despre moartea favoriților săi. O lună mai târziu, el însuși și-a acuzat de trădare proprii consilieri ce fuseseră asasinați.

### Destituirea
Pe 20 august 1400, patru principi electori (arhiepiscopii din Mainz, Trier, Köln și contele palatin Rupert) au hotărât în Castelul Lahneck din Oberlahnstein destituirea lui Venceslau. Ei l-au descris ca fiind „un inutil, leneș, nepăsător și proprietar nevrednic al Sfântului Imperiu Roman”. A doua zi la Rhens l-au ales rege pe Rupert al Palatinatului Rinului din Casa de Wittelsbach. Curând după aceea, Venceslau a pierdut în favoarea lui Rupert și ultimele rămășițe din Palatinatul Boemiei (numit din secolul al XIX-lea și Noua Boemie).

### Ultimii ani
În Boemia opoziția înaltei nobilimi a crescut din nou, de data aceasta alături de margraful  Wilhelm de Meissen, care a trebuit să părăsească țara după tratatul de pace din 1401. Sub presiunea nobililor, Venceslau l-a chemat în Boemia pe fratele său, Sigismund, cu care a încheiat o înțelegere la Königgrätz în 1402, prin care, de fapt, i-a dat acestuia administrația Boemiei și i-a promis coroana boemă după moartea sa. În schimb Sigismund trebuia să-l ajute pe Venceslau să recâștige coroana imperială. Sigismund (rege al Ungariei) a preluat puterea și a ocupat treptat castelele regale, dar nu s-a grăbit să îndeplinească promisiunea făcută fratelui său.
Venceslau a protestat, iar fratele său l-a închis pe 6 martie 1402 la Praga. Însoțit de Sigismund, el a fost închis întâi în cetatea din Krumau și apoi în Cetatea Schaunberg. Unii dintre nobilii boemi, conduși de Jobst de Moravia, au trecut din nou de partea lui Venceslau, deoarece vedeau un pericol mai mare în Sigismund decât în Venceslau care era ușor manipulabil. Lupta dintre boemi și regele maghiar a durat până în 1403. Când revoltele au izbucnit în Ungaria, Sigismund a fost forțat să părăsească Boemia. După ce Venceslau a fost din nou închis la Viena, el a reușit să evadeze pe 11 noiembrie 1403.
El a rămas rege al Boemiei până la moarte, insistând asupra drepturilor sale de rege romano-german. După moartea regelui romano-german Rupert al Palatinatului Rinului în 1410, tronul Sfântului Imperiu Roman a revenit celor din Casa de Luxemburg: întâi vărului lui Venceslau, Jobst al Moraviei, și apoi în 1411 fratelui lui Venceslau, Sigismund. Cei doi frați au ajuns la un acord, astfel încât Sigismund să poată spera să acceadă și la puterea lui Venceslau în Regatul Boemiei. Din 1308 până în 1437 tronul Sfântului Imperiu Roman a fost ocupat de cinci membri ai Casei de Luxemburg, lista acestora fiind întreruptă pentru 43 de ani de doi membri ai Casei de Wittelsbach: Ludovic al IV-lea de Bavaria și Rupert al Palatinatului Rinului.
În 1419 conflictul cu husiții a luat amploare. Pe 30 iulie 1419 revolta a culminat cu evenimentul numit în istorie „Prima defenestrare de la Praga". Venceslau a fost atât de afectat de acest eveniment încât a murit la scurt timp, pe 16 august 1419, după două atacuri cerebrale. După ce Venceslau a murit fără a fi regretat nici de imperiu, nici de Boemia, Sigismund de Luxemburg l-a succedat și ca rege al Boemiei. 

### Căsătorii și descendenți
Venceslau s-a căsătorit pe 29 septembrie 1370 cu Ioana de Bavaria (1356–1386), fiica ducelui Bavariei, Albert I și al soției sale Margareta de Brieg-Silezia.
La trei ani după moartea primei soții, în 1386 Venceslau s-a căsătorit cu Sofia de Bavaria (1376–1452), fiica ducelui Ioan al II-lea de Bavaria-München și a soției sale, Caterina de Gorizia-Tirol.
Ambele căsătorii au rămas fără urmași.

## Concluzii
Sursele îl descriu pe Venceslau ca fiind paranoic, un tiran care își bătea calul cu biciul de călărie, își asmuțea câinii împotriva oamenilor care nu-i plăceau și care a dat ordin să fie executați curteni din motive neînsemnate. Se spune că el a jucat un rol principal în povestea preotului Ioan Nepomuk, care a fost înecat în Vltava, probabil din ordinul său, pentru că acesta, respectând secretul confesional, nu a acceptat să dea în vileag secretele soției sale. În realitate, era vorba despre divergențele politice dintre Venceslau și arhiepiscopul de Praga, Jan de Jenštejn, fostul său cancelar, al cărui vicar general era Ioan Nepomuk. Se spune că Venceslau și-a petrecut cea mai mare parte a domniei închis într-o cameră cu câinii săi mari de vânătoare. Potrivit cronicarului Venceslau Hajek el s-a bucurat la primirea veștii destituirii sale ca rege romano-german, spunând că a fost eliberat de o povară, supranumele „cel Leneș” neffind întâmâplător. Acest lucru este contrazis de un raport trimis de un contemporan la Frankfurt pe Main, potrivit căruia Venceslau, furios, la sosirea mesagerului cu știrea destituirii sale, a jurat să se răzbune, să-l destituie pe Rupert și să-l ucidă.
Pe 23 martie 1398 a izbucnit un scandal când fiind beat regele  Venceslau nu a participat la sărbătoarea regelui francez Carol al VI-lea la Reims. Venceslau a fost arestat de două ori (în 1394 și din nou 1402–1403) ultima dată cu ajutorul fratelui său, Sigismund, care fusese numit de Venceslau vicar imperial (unul dintre adjuncții săi). Venceslau, care nu s-a străduit niciodată în mod deosebit să obțină coroana imperială (ceea ce majoritatea celorlalți regi romano-germani din Evul Mediu târziu au făcut) și nu s-a înconjurat de consilieri mai capabili atunci când mai era timp să schimbe foaia, rămâne un personaj al istoriei fără trăsături de caracter atractive. Din punct de vedere politic, i se poate reproșa faptul că, în ciuda educației sale, îi lipseau atât simțul realității cât și sentimentul pentru politica ce îl distinsese pe tatăl său. El i-a pierdut pe consilierii tatălui său și s-a înconjurat de o curte care era compusă în mare parte din membri ai nobilimii inferioare, care acționau implacabil sub impulsul ambițiilor personale. Drept urmare, conflictele apărute în țară au împiedicat nu numai dezvoltarea politică ci și pe cea economică.
În Boemia incapacitatea lui Venceslau a intensificat dezvoltarea unui caracter național ceh care s-a fost definit mai ales prin contrastul cu cel german.